# Бродок (Брянская область)
Бродок — посёлок в Стародубском муниципальном округе Брянской области.

## География
Находится в западной части Брянской области на расстоянии приблизительно 3 км на северо-восток по прямой от районного центра города Стародуб.

## История
В 1859 году на владельческом хуторе Стародубского уезда Черниговской губернии учтён 1 двор и 4 жителя. На карте 1941 года показан как поселение с 26 дворами. До 2020 года входил в состав Десятуховского сельского поселения Стародубского района до их упразднения.

## Население
Численность населения: 4 человека (1959 год), 83 человека в 2002 году (русские 100 %), 85 в 2010.
| 2010 | 2013 |
| ---- | ---- |
| 85   | ↘81  |